# 坎捷米罗夫卡区
坎捷米罗夫卡区（俄语：Кантемировский район）是俄罗斯联邦沃罗涅日州下辖的一个区，其行政中心为坎捷米罗夫卡。据2016年统计，该区的人口为34661人。